# Sam Larsson
Sam Andreas Larsson (Göteborg, 10 aprile 1993) è un calciatore svedese, attaccante dell'Antalyaspor.

## Biografia
È fratello minore di Daniel Larsson.

## Carriera
Sam Larsson debutta in Allsvenskan il 21 ottobre 2012, all'età di 19 anni, nella partita persa per 0-1 contro l'AIK. Nella sua prima stagione tra i professionisti totalizza 6 presenze, senza trovare né gol né assist. Nella stagione successiva, 2013 (in Svezia il campionato è annuale per via del clima), trova nella prima partita di campionato il primo gol e i primi due assist con la maglia dell'IFK Göteborg. Conclude la stagione con 29 presenze, 4 gol e 8 assist, mentre in coppa fa 5 presenze, 2 gol e 4 assist. Nella stagione 2013-2014 perde i playoff di Europa League contro gli slovacchi del AS Trencin, mentre in campionato chiude con 18 presenze, 2 gol e 5 assist.
Nella stagione seguente, dopo aver rigiocato e perso all'ultimo turno i playoff di Europa League contro il Rio Ave, passa per 1.500.000€ alla squadra olandese dell'Heerenveen, dove, nella prima stagione in Eredivisie, segna un gol all'Exelsior al debutto, finendo la stagione con i biancoblu al settimo posto e Larsson che fa 25 presenze, 8 gol e 5 assist. Nella stagione 2015-16 realizza 37 presenze, 6 gol e 9 assist. Il 15 novembre 2016 avviene il suo esordio in nazionale, con gol, contro l'Ungheria, in una partita vinta 2-0. Sempre contro l'Exelsior segna la sua prima doppietta in carriera, all'inizio della stagione 2016-17. Questa si rivela la migliore per lui, segnando 9 gol e servendo 16 assist per i compagni in 36 presenze.
In estate viene acquistato dal Feyenoord per 4 milioni di euro. Segna la sua prima tripletta in carriera contro l'AVV Swift in coppa olandese. Finisce la stagione con 31 presenze, 9 gol e 5 assist, e nel corso della stagione esordisce in Champions League. La sua permanenza nei paesi bassi dura più di due anni e mezzo.
Il 28 febbraio 2020 si unisce ai cinesi del Dalian Pro con un contratto triennale. Gioca la Super League 2020, poi durante la primavera e l'estate del 2021 si allena con l'IFK Göteborg a causa delle rigide regole di ingresso che gli impedivano di tornare in Cina dopo aver contratto mesi prima il COVID-19.

## Palmarès

### Club

#### Competizioni nazionali
- Coppa di Svezia: 1

IFK Göteborg: 2012-2013
- Coppa dei Paesi Bassi: 1

Feyenoord: 2017-2018
- Supercoppa dei Paesi Bassi: 1

Feyenoord: 2018

### Nazionale
- Campionato d'Europa Under-21: 1

Svezia 2015